# 뉴질랜드 국민당
뉴질랜드 국민당(영어: New Zealand National Party, 마오리어: Rōpū Nāhinara o Aotearoa)은 뉴질랜드의 정당이다. 1999년 이전 국민당은 집권여당이었지만 1999년 총선 이후, 노동당에 패하여 야당으로 물러났다. 하지만 2008년 뉴질랜드 총선 결과, 국민당은 9년 만에 재집권에 성공했다. 현재 당수는 주디스 콜린스(Judith Collins)가 맡고 있다. 2017년 다시 노동당에 정권을 내줬지만 현재는 여당이 되었으며 우파 정당이다.

## 당 이념 및 정치노선
국민당의 당 이념은 자유주의를 표방하고, 정치노선은 보수 · 중도우파로 구성된 당이다.
뉴질랜드 국민당은 보수와 진보의 성향을 모두 아우르고, 포퓰리즘과 자유주의 성향을 능가하는 광교회파로 특징지어져 왔다. 이런 광범위한 자유주의적 경향은 사회 자유주의자와 고전적 자유주의자들 모두로 표현되며, 후자는 경제적 자유주의를 지지한다. 당연히 리버럴과는 거리가 먼 강경 우익도 있다. 덕분에 여러 계파들이 긴장하는 경향이 있다.
초기 국민당은 노동당에 반대하여 반사회주의로 단결했다. 허나 역사적으로 국민당은 높은 수준의 국가 개입을 지지해왔다. 제1국, 제2국, 제3국 정부(1950년대~1980년대)는 일반적으로 뉴질랜드의 경제적, 사회적 안정을 보존하기 위해 노력했으며, 주로 제1 노동당 정부가 구축한 높은 보호주의와 강한 복지국가를 그대로 유지했다. 마지막 주요 개입정책은 1973년 오일쇼크 이후 뉴질랜드의 에너지 자립을 보장하기 위해 고안된 로버트 멀둔 총리의 대규모 인프라 프로젝트였다.
이와는 대조적으로, 제4차 국가 정부(1990~1999년)는 주로 로게르노믹스로 알려진 제4차 노동당 정부의 전면적인 자유시장 개혁을 진행했다(로저 더글러스 경 이후). (사실 뉴질랜드 노동당도 여러 성향을 아우르는 편이다.) 수많은 국영기업의 기업화 및 매각, 단체교섭의 폐지, 주요 정부지출삭감 등이 제4대 국가정부 하에서 도입되었는데, 그 당시 루사나시아(당시 국가의 재무장관은 루스 리처드슨)로 통하던 정책이었다. 제5대 국가 정부(2008~2017년)는 비교적 중도적인 입장을 취했다.

## 역대 총선 결과

### 2005년 총선
2005년 총선 결과, 국민당은 전체 의회 의석 수 121석 중 48석을 차지하였다. 반면 노동당은 50석을 차지하여 국민당보다 유리하고 노동당은 연립정부를 구성하여 58석을 차지하였다. ('정책협조 및 지원 협약'(Supply and Confidence Agreement)을 노동당과 맺은 연계정당들의 의석 수를 합하면 노동당 지지 의석수는 70석이다. 이에 비해 국민당 지지의석은 국민당 + 행동당 (2석) = 총 50석이다.)

### 2008년 총선
2008년 11월 8일에 열린 2008년 뉴질랜드 총선 결과, 국민당은 총 58석의 의석 수를 확보하고, 집권여당인 노동당은 총 43석에 획득하는 데 그쳤다. 국민당은 총선 전부터 행동당(ACT Party, 5석)과 통합미래당(United Future, 1석)과 연정을 맺고 연립정부 구성을 완성하였다. 이로써 국민당을 중심으로 한 국민당 + 행동당 + 통합미래당의 의석 수가 의회 과반수인 62석을 넘은 총 64석을 차지하여서 연립정부 구성에 성공하였다. 이로써 국민당은 9년 만에 재집권에 성공하였다. 이로써 국민당은 집권여당이 되었고, 국민당 당수인 존 키는 뉴질랜드 제38대 총리로 당선되었다. 이후 마오리당(Maori Party, 4석)도 합류하여 국민당 주도 범여권은 총 68석을 차지하였다.

### 2011년 총선
2011년 11월 26일에 열린 2011년 뉴질랜드 총선 결과, 국민당은 득표율 50%에 근접한 48%을 얻었고, 41명의 지역구 의원과 19명의 비례대표 의원을 배출하여 총 60석의 의석을 확보했다. 32석을 얻은 노동당에 비하여 연정 구성에 유리한 고지에 있으며 다시 국민당 주도의 연립 정부를 주도할 수 있게 되었다. 현재 국민당은 행동당, 통합미래당, 마오리당과 함께 연립정부 유지를 하기 위해 회의를 가지고 있는 중이다.

## 같이 보기
- 보수주의 정당 목록
- 우익 정당 목록